# Statusbericht
Statusberichte sind ein wichtiger Teil des Projektmanagements und des Projektcontrolling. 
In ihnen wird der Fortschritt der einzelnen Teilaufgaben des Projektplans dokumentiert. Es ist klar ersichtlich, wer woran arbeitet, wie weit die Aufgabe fortgeschritten ist, beziehungsweise was es eventuell für Probleme oder Hinderungsgründe gibt. Des Weiteren werden Fälligkeitsdaten gezeigt, und die nächsten anstehenden Aufgaben sind enthalten. Statusberichte werden an den Projektleiter und alle Projektbeteiligten verteilt und stellen die Grundlage der Statusmeetings dar. Statusmeetings werden in regelmäßigen Abständen abgehalten, in der Regel wöchentlich oder zwei-wöchentlich. Die Entscheidung über die Häufigkeit der Meetings liegt bei dem Projektmanagement.
Zur Darstellung von Statusberichten gibt es verschiedene Ansätze. Häufige Vertreter sind:
- Meilensteinansatz: Der Statusbericht (des Teilprojekts/des Arbeitspakets) enthält die Meilensteine/Teilaufgaben mit Plan- und Ist-Datum. In einem ergänzenden Bereich können textuelle Erläuterungen zum Status und zu Herausforderungen (Risiken und Probleme). Diese Form des Statusberichts wird häufig verwendet, wenn Zeit die primäre Zielkomponente ist.

- Komponentenansatz: Der Statusbericht (des Teilprojekts/des Arbeitspakets) enthält Statusfelder für die Komponenten Inhalt, Zeit, Budget (und ggf. Ressourcen gesondert). Zusätzlich können Risiken gesondert dargestellt werden.